# Провулок Хорива
Прову́лок Хори́ва — провулок у Подільському районі міста Києва, місцевість Поділ. Пролягає від Спаської вулиці до вулиці Хорива.

## Історія
Виник у середині XIX століття як провулок без назви. Вперше з'явився у плані відновлення Подолу після пожежі 1811 року. Косе розміщення провулку пов'язане з тим, що його прив'язали до фасадної частини Старого гостиного двору, який знаходився на місці нинішньої споруди музею «Чорнобиль» з 1760-х років до кінця XIX століття.
У 1869–1955 роках мав назву Воскресенський провулок (від однойменної церкви, що існувала тут у XIX столітті). З 1955 року — Хореви́й провулок, на честь Хорива, одного з літописних братів-засновників Києва, брата Кия, Щека та Либіді. Сучасна уточнена назва вживається з 1982 року (офіційних документів про перейменування не виявлено).

## Пам'ятки історії та архітектури
Домінантою вулиці є будинок № 1 — колишній Будинок Подільської поліцейської дільниці та пожежного відділення. Він зведений у 1910–1911 роках архітектором Едуардом Брадтманом у стилі раціонального модерну. У 1988–1989 роках будинок було реконструйовано. З 1778 до 1870-х на цьому місці знаходився Старий гостиний двір
Другим будинком, що приписаний до провулку Хорива є житловий будинок № 4, зведений наприкінці 1930-х років у типовому для тих часів стилі. На його місті існувала Воскресенська церква, на честь якої отримав назву сам провулок. Церква була зведена в 1695 році, у 1809 році архітектор Андрій Меленський прибудував дзвіницю. У 1935 році храм був зруйнований.

Меморіал пам'яті жертв Чорнобиля

## Пам'ятники та меморіальні дошки
Поряд з будинком № 1, в якому знаходиться Національний музей «Чорнобиль», розташовано Меморіал пам'яті жертв Чорнобиля, так звана Чорнобильська мадонна (відкритий у 1996 році, скульптор Л. Верстак, архітектор А. Гайдамака).

## Установи та заклади
- Національний музей «Чорнобиль» (буд. № 1)